# فيكتور تومسون
فيكتور تومسون (بالإنجليزية: Victor Thompson)‏ هو سياسي أسترالي، ولد في 10 سبتمبر 1885 في سيدني في أستراليا، وتوفي في 11 مايو 1968 في أستراليا. حزبياً، نشط في الحزب الوطني الأسترالي. وقد انتخب عضو مجلس النواب الأسترالي عن دائرة نيو إنجلند ‏ (16 ديسمبر 1922 – 21 سبتمبر 1940).